# Lâu đài ở Żmigród
Lâu đài ở Żmigród (tiếng Ba Lan: Zamek w Żmigrodzie) là một khu phức hợp lâu đài bao gồm một cung điện kiểu Baroque và một tòa tháp mang phong cách Gothic (hiện nay còn lại các tàn tích), tọa lạc ở thị trấn Żmigród, thuộc tỉnh Dolnośląskie, Ba Lan. Cả hai công trình đều có tên trong danh sách di tích. Gần khu phức hợp còn có một công viên. Công viên này nổi tiếng với một cây sồi Anh có chu vi thân hơn 6,3 mét (năm 2010).

## Lịch sử
- Thế kỷ 13: Lâu đài ở Żmigród xuất hiện trong các ghi chép từ năm 1296. Ban đầu, đây là một công trình bằng gỗ.[3]
- Thế kỷ 14: Thông tin về lâu đài được các công tước xứ Oleśnica ghi lại từ năm 1375. Xung quanh công trình là một con hào. Các chủ sở hữu bao gồm các giám mục Wrocław, các công tước xứ Oleśnica và các hiệp sĩ.[4]
- Thế kỷ 15: Thị trấn và lâu đài trở thành tài sản của Vua Séc Władysław Jagiellończyk vào năm 1492.[4]
- Thế kỷ 16: Năm 1560, gia đình quý tộc Kurzbach xây dựng tòa tháp thứ hai (được bảo tồn cho đến ngày nay). Tòa tháp bốn tầng hình tứ giác là một công trình phòng thủ.[4] Năm 1592, Adam Schaffgotsch mua lại khu bất động sản này.[4]
- Thế kỷ 17 - Thế kỷ 20: Lâu đài bị quân đội Thụy Điển chiếm đóng trong giai đoạn 1642 - 1650. Sau đó, gia đình von Hattzfeld sở hữu lâu đài này cho đến khi Thế Chiến thứ hai kết thúc. Đầu thế kỷ 18, Melchior von Hattzfeld đã xây dựng lại lâu đài thành một cung điện theo phong cách Baroque. Dự án thiết kế do kiến trúc sư Carl Gotthard Langhans đảm nhiệm. Năm 1813, cung điện là nơi gặp mặt của Sa hoàng Alexander I của Nga và Vua Phổ Frederick William III. Năm 1945, cung điện bị phá hủy và sau đó không được xây dựng lại. Sau năm 1970, phần lớn tàn tích của cung điện đã bị phá bỏ.[4]
- Thế kỷ 21: Từ năm 2007,  các tàn tích của lâu đài được cải tạo và bảo tồn để phát triển du lịch tại địa phương.[3]

## Hình ảnh

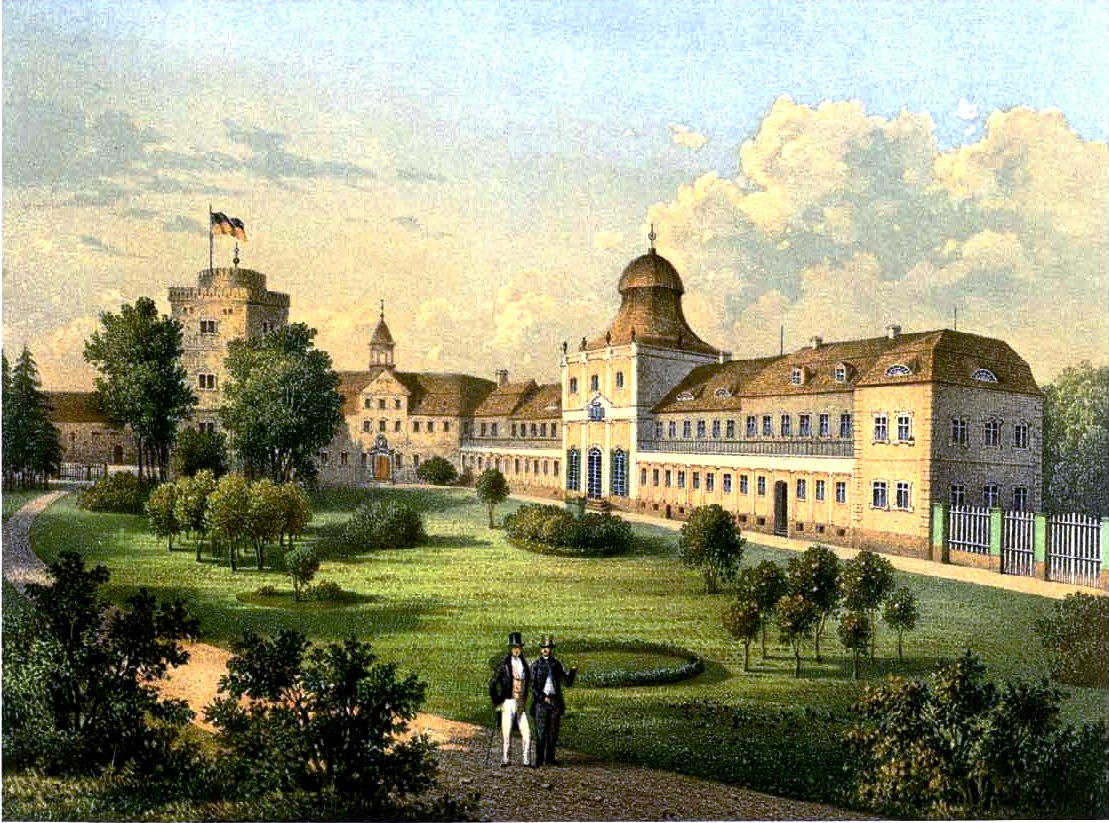
Quang cảnh thế kỷ 20
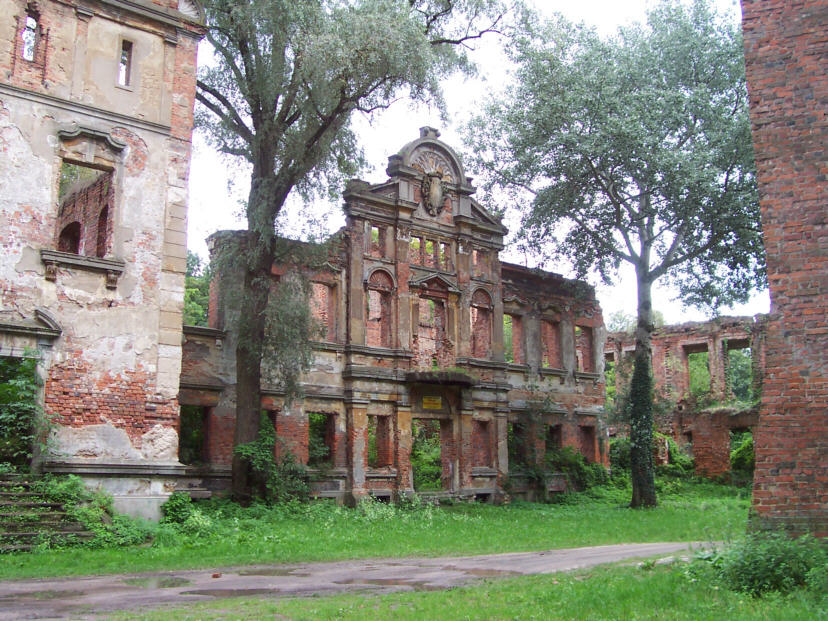
Tàn tích trước khi được cải tạo (2006)
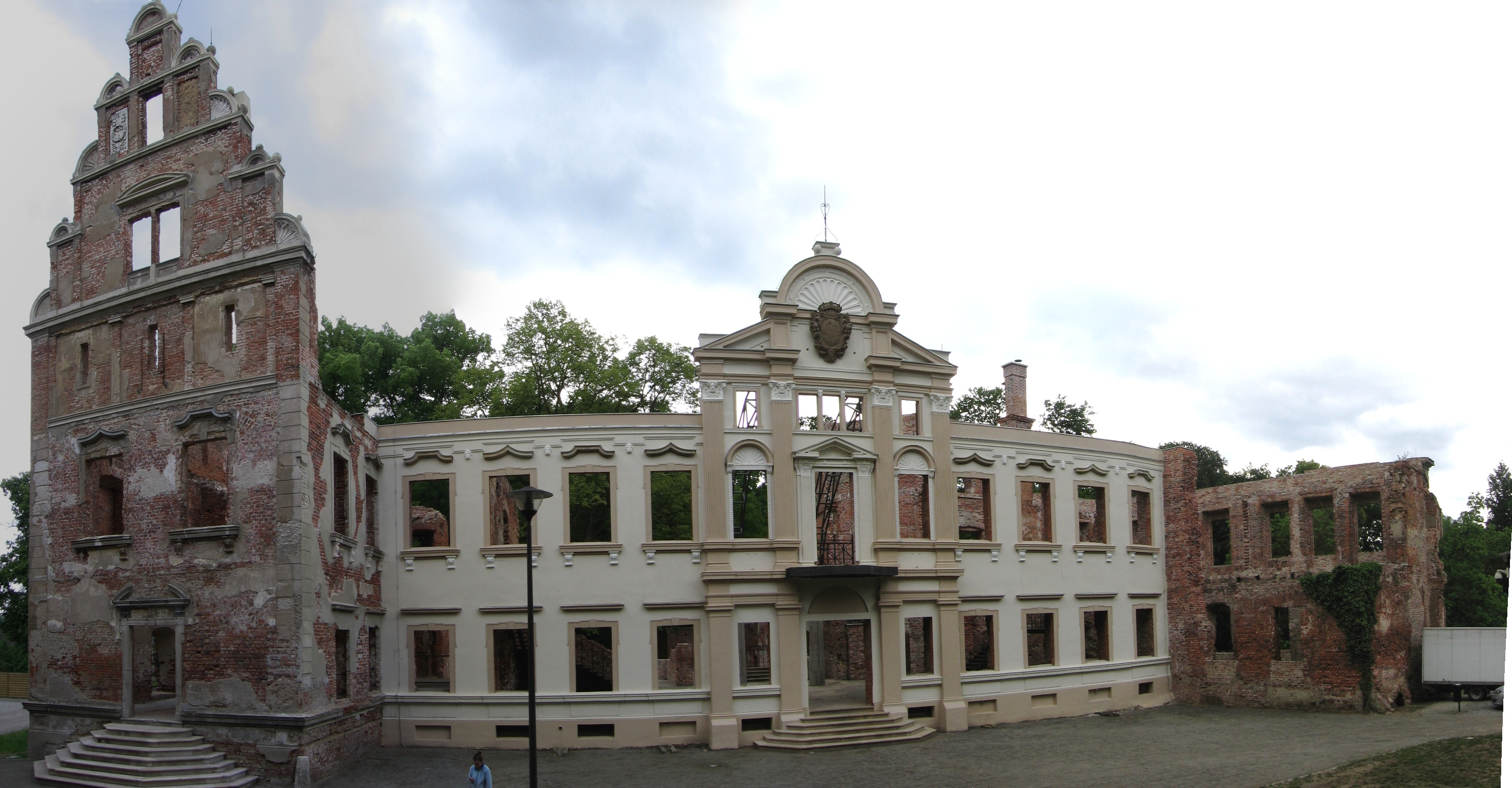
Sau khi được cải tạo (2009)
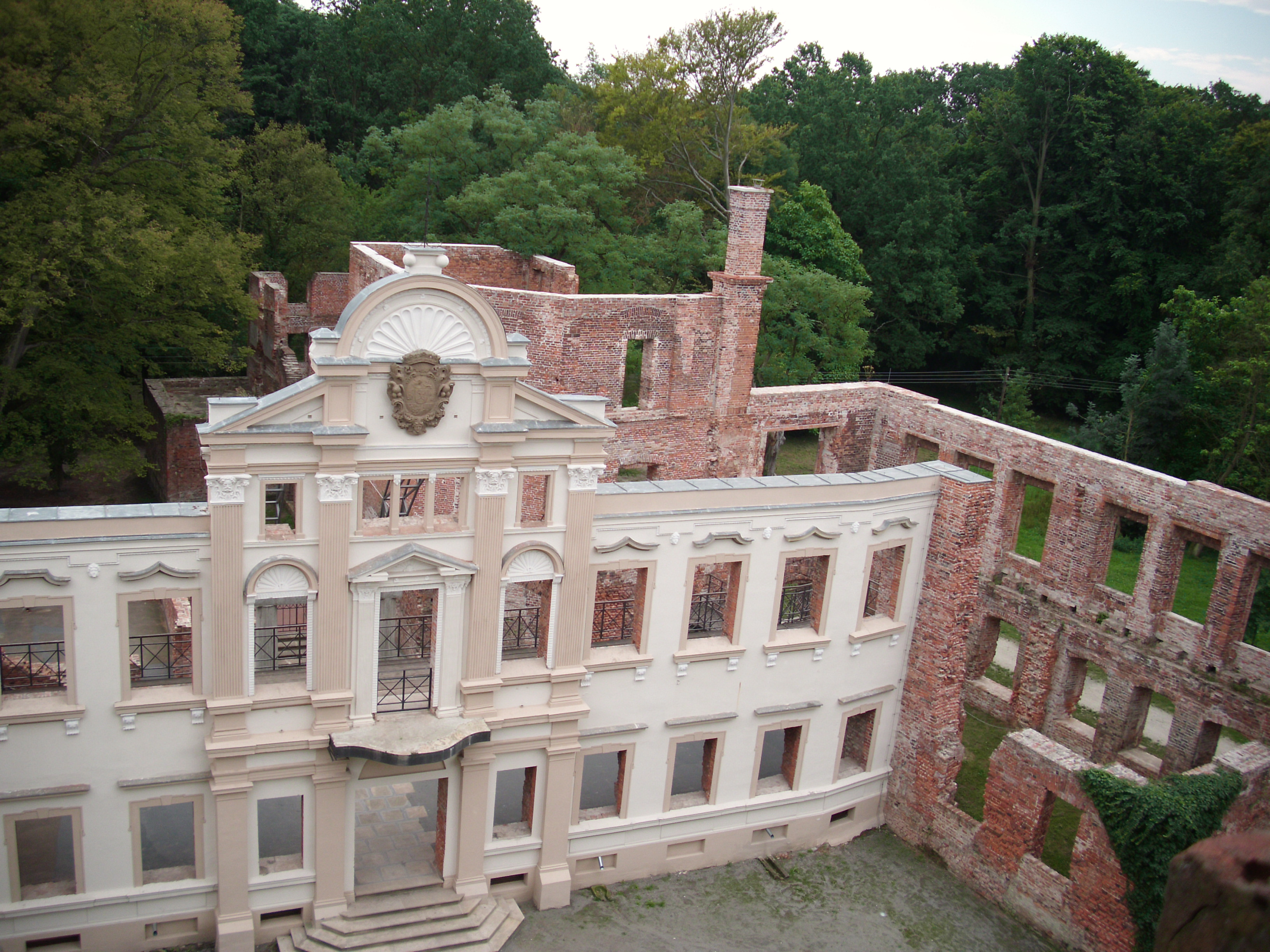
Sau khi được cải tạo (2010)
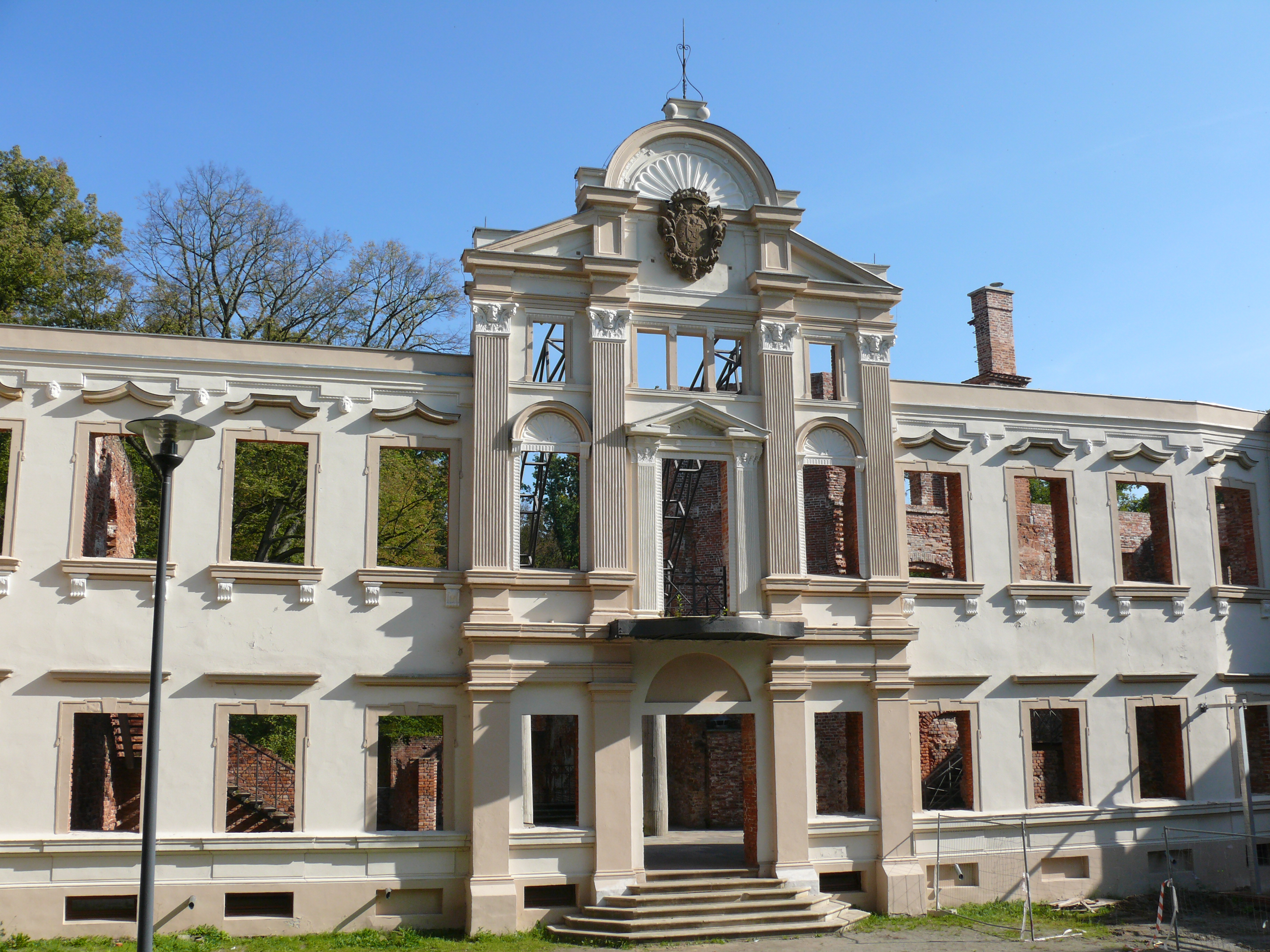
Mặt tiền cung điện (2011)
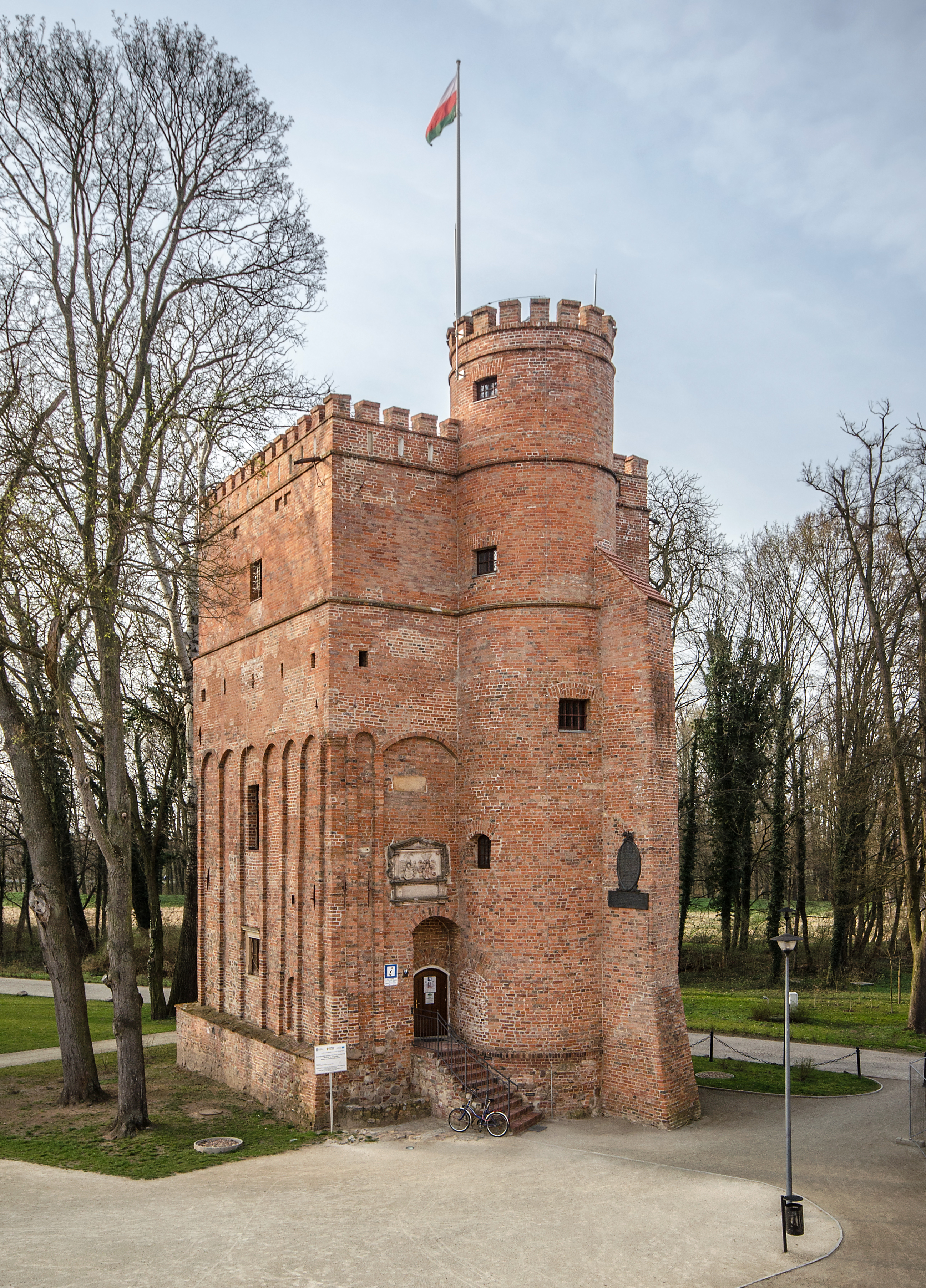
Tòa tháp (2014)